# Kumubashi Xiang
Kumubashi Xiang (kinesiska: 库木巴什乡, 库木巴什) är en socken i Kina. Den ligger i den autonoma regionen Xinjiang, i den nordvästra delen av landet, omkring 680 kilometer sydväst om regionhuvudstaden Ürümqi.
Genomsnittlig årsnederbörd är 144 millimeter. Den regnigaste månaden är juli, med i genomsnitt 33 mm nederbörd, och den torraste är april, med 3 mm nederbörd.